# Otto Berg (Kirchenmaler)

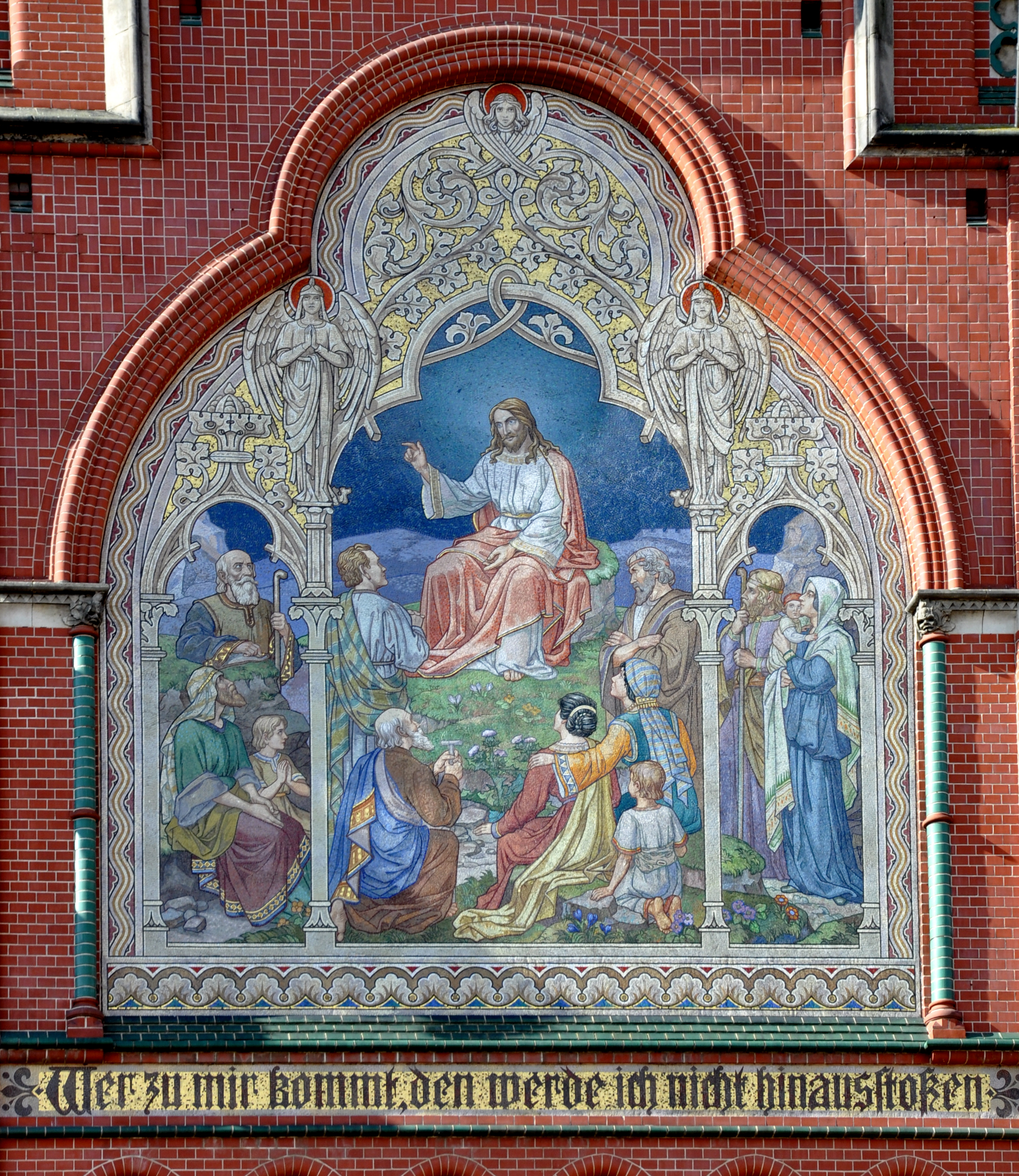
Mosaik „Bergpredigt“ an der Brüderkirche in Altenburg

Otto Berg (* 10. Dezember 1861 in Bornhöved; † 1944 wahrscheinlich in Lübeck) war ein evangelischer Kirchenmaler.

## Leben
Sein Studium absolvierte Berg an der Kunstgewerbeschule Hamburg sowie an der Unterrichtsanstalt des Kunstgewerbemuseums Berlin. Er malte viele Kirchen des Architekten Johannes Otzen aus und wandte sich nach 1900 dem Jugendstil zu.

## Werk

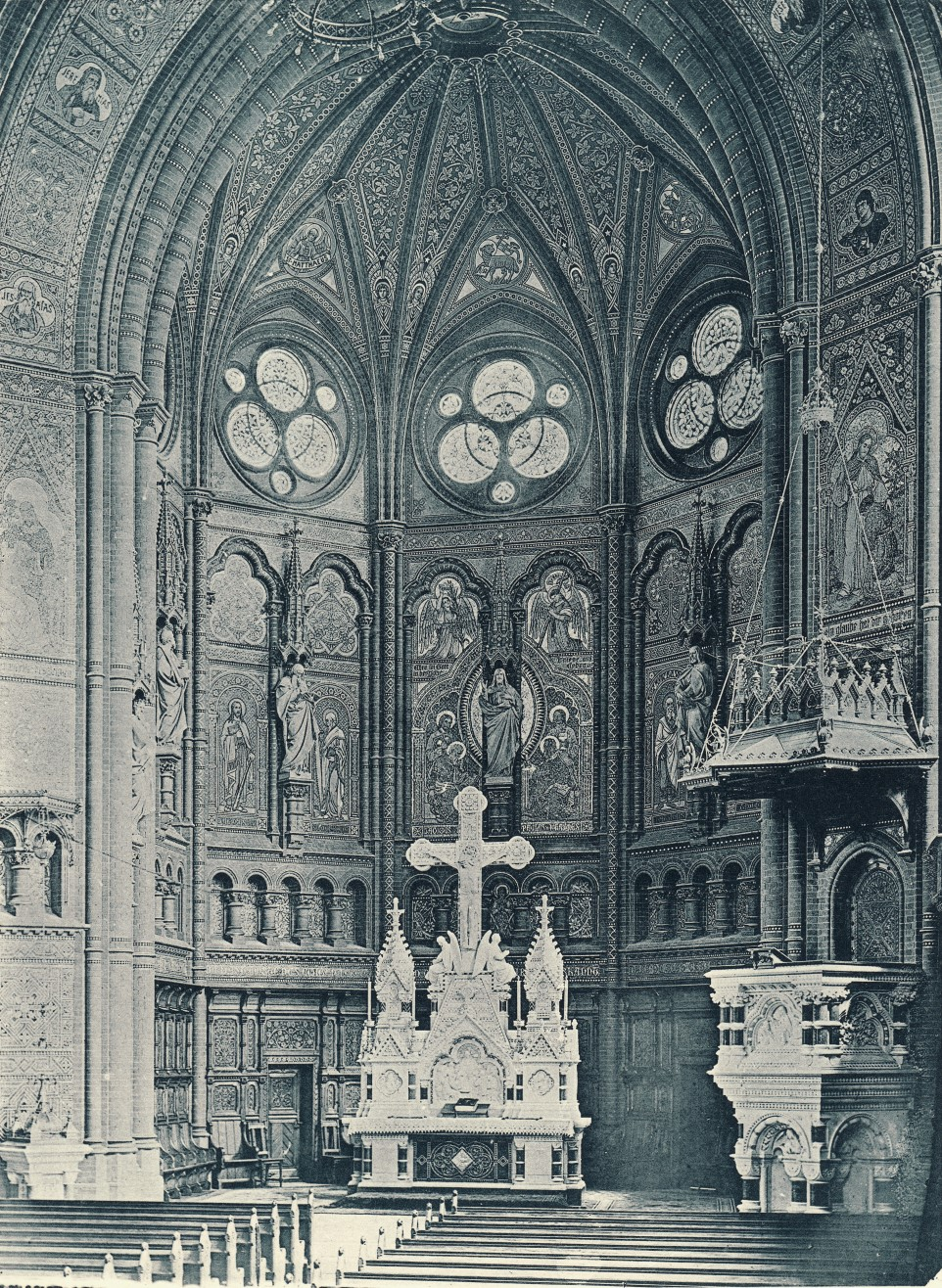
Chor der Georgenkirche mit den Mosaiken und der Ausmalung von Otto Berg

- 1889–1892: Pauluskirche, Dessau (gemeinsam mit Wilhelm Döringer und Bruno Ehrich), Architekt: Johannes Otzen
- 1891–1894: Lutherkirche, Apolda, Architekt: Johannes Otzen
- 1891–1894: Lutherkirche, Berlin (Malereien wurden übertüncht) Architekt Johannes Otzen
- 1892–1894: Apostelkirche und Pfarrhaus, Ludwigshafen am Rhein, Architekt Johannes Otzen
- 1892–1894: Ringkirche, Wiesbaden (ornamentale Malerei, figürliche Malerei von Wilhelm Döringer und Bruno Ehrich), Architekt Johannes Otzen
- 1893–1895: Friedenskirche, Hamburg-Altona (Bilder an östlichen Oktogonschrägen und zusammen mit Peters die ornamentale Dekoration), Architekt Johannes Otzen
- 1894–1898: Georgenkirche, Berlin (Mosaik und Ausmalung, Kirche heute abgetragen), Architekt: Johannes Otzen
- 1894–1898: Friedhofskirche, Elberfeld, Architekt: Johannes Otzen
- 1899–1901: Annenkirche, Elbing
- 1899–1902: Evangelische Hauptkirche, Rheydt, Architekt: Johannes Otzen
- 1901: Lutherkirche, Görlitz, Architekt: Arno Fritsche und Adolf Cornehls
- 1902–1905: Brüderkirche in Altenburg (Mosaik und Ausmalung), Architekt: Jürgen Kröger
- 1903: Klosterkapelle, Heiligengrabe (Restaurierung, Malerei)
- 1903: Jacobikirche (von 1886), Kiel (Malereien erneuert)
- 1904: St. Petrikirche (erbaut 1883), Hamburg-Altona (neue Ausmalung)
- 1904–1906: Maria-Magdalenen-Kirche, Marne
- 1905–1906: Friedenskirche, Mannheim
- 1906: Lutherkirche, Dortmund-Asseln, Architekt: Gustav Mucke
- 1907: Bugenhagenkirche, Stettin, Architekt: Jürgen Kröger
- 1909: St. Johanniskirche (erbaut 1873), Hamburg-Altona (umfassende Renovierung, Ausmalungen erneuert mit Rolffs)